# Los 4 Fantásticos (serie animada)
Los Cuatro Fantásticos es una serie animada de televisión, formada por 26 episodios y creada en 1994, por Marvel Studios y Saban Entertainment. La serie mantiene el concepto de los Cuatro Fantásticos, pero en numerosos episodios incluye a otros personajes del "Universo Marvel". Al igual que en la serie animada de Iron Man, estilo de la animación cambia y se hace más cercano a los cómics de Marvel

## Reparto
| Personaje                                | Actor Original (EE. UU.)              | Actor de voz (Hispanoamérica)           | Actor de voz (Castellano)                                    |  |
| ---------------------------------------- | ------------------------------------- | --------------------------------------- | ------------------------------------------------------------ |  |
| Reed Richards/Mr.Fantástico              | Beau Weaver                           | Paco Mauri Ismael Castro (Últimos Eps.) | Richard Del Olmo                                             |  |
| Sue Richards/Mujer Invisible             | Lori Alan                             | Yolanda Vidal                           | Yolanda Quesada                                              |  |
| Ben Grimm/La Cosa                        | Chuck McCann                          | Alfonso Ramírez                         | Francis Dumont (1ª temporada) Ángel Rodríguez (2ª temporada) |  |
| Johnny Storm/La Antorcha Humana          | Quinton Flynn                         | Roberto Mendiola                        | Jorge Saudinós                                               |  |
| Doctor Doom                              | John Vernon Neil Ross Simon Templeman | Armando Coria                           | Miguel Ayones (1ª temporada) Rafael Calvo (2ª temporada)     |  |
| Alicia Masters                           | Pauline Arthur Lomas                  |                                         | Sandra Jara                                                  |  |
| El Amo de las marionetas/Phillip Masters | Neil Ross                             | Ricardo Tejedo                          | Alfredo Belinchón                                            |  |
| Silver Surfer                            | Robin Sachs Edward Albert             | Ricardo Mendoza                         | Eduardo Bosch (2ª temporada)                                 |  |
| Hombre Topo                              | Gregg Berger                          |                                         | David Rocha                                                  |  |
| Warlord Krang                            | Neil Ross                             |                                         | Alfonso Gallardo                                             |  |
| Uatu, el Vigilate                        | Alan Oppenheimer                      | Marcos Patiño                           | Rafael Torres                                                |  |
| Lady Dorma                               | Jane Carr                             |                                         |                                                              |  |
| Super-Skrull                             | Neil Ross Jess Harnell                | Armando Coria                           | Juan Luis Rovira (2ª temporada)                              |  |
| Namor                                    | James Warwick                         | Martín Soto                             |                                                              |  |
| Dick Clark                               | Dick Clark                            | Herman López                            |                                                              |  |
| Slasher Curtis                           | Jim Cummings                          | Ricardo Mendoza                         |                                                              |  |
| Pantera Negra                            | Keith David                           | Salvador Delgado                        |                                                              |  |
| Terrax                                   | Tony Jay Ron Feinberg                 | Ricardo Hill                            |                                                              |  |
| Blastaar                                 | Ron Friedman                          |                                         |                                                              |  |
| Votan                                    | Jim Cummings                          |                                         |                                                              |  |
| Hydro-Man                                | Brad Garrett                          | Marcos Patiño                           | Miguel Campos (1 cap.) Enrique Jordá (1 cap.)                |  |
| Bruce Banner                             | Ron Perlman                           | Ricardo Tejedo                          |                                                              |  |
| Hulk                                     | Ron Perlman                           | Ricardo Hill                            |                                                              |  |
| Rick Jones                               | Benny Grant                           |                                         |                                                              |  |
| Danny Ketch/Ghost Rider                  | Richard Grieco                        |                                         |                                                              |  |
| Thor                                     | John Rhys-Davies                      | Salvador Delgado                        | Francisco Vaquero                                            |  |
| Kree Sentry                              | Mark Hamill                           |                                         | Miguel Campos                                                |  |
| El Mago                                  | Ron Perlman                           |                                         | Miguel Ayones                                                |  |
| Maximus el Loco                          | Mark Hamill                           | Marcos Patiño                           | Juan Antonio Castro                                          |  |
| Matt Murdock/Daredevil                   | Bill Smitrovich                       | Armando Coria                           | Eduardo Bosch                                                |  |
| Gorgon                                   | Michael Dorn                          | Ricardo Mendoza                         | Alfredo Belinchón                                            |  |
| Hombre Imposible                         | Jess Harnell                          | Ricardo Hill                            | Miguel Ayones                                                |  |
| Tritón                                   | Mark Hamill                           |                                         |                                                              |  |
| Psycho-Man                               | Jamie Horton                          |                                         | Enrique Jordá                                                |  |
| Klaw                                     | Charles Howerton                      |                                         | Fernando Hernández                                           |  |
| Crystal                                  | Kathy Ireland                         | Laura Ayala                             | Ángela González                                              |  |
| Galactus                                 | Tony Jay                              | Javier Rivero                           | Javier Franquelo (2 caps.) Alfredo Belinchón (1 cap.)        |  |
| Princesa Anelle                          | Mary Kay Bergman                      |                                         |                                                              |  |
| Stan Lee                                 | Stan Lee                              |                                         |                                                              |  |
| Annihilus                                | Clyde Kusatsu                         |                                         | Alfonso Gallardo                                             |  |
| Seeker                                   | Kerrigan Mahan                        |                                         | Alejandro Martinez                                           |  |
| Nova                                     | Leeza Miller McGee                    |                                         | Amelia Jara                                                  |  |
| Karnak                                   | Clyde Kusatsu                         |                                         |                                                              |  |
| Ego el Planeta Viviente                  | Kay E. Kuter                          |                                         | Luis Mas (1 cap.) Enrique Jordá (1 cap.)                     |  |
| Srta. Lavinia Forbes                     | Joan Boocock Lee                      |                                         |                                                              |  |
| Franklin Storm                           | Richard McGonagle                     | Armando Coria                           | Fernando Hernández                                           |  |
| Comandante Lyja                          | Katherine Moffat                      |                                         |                                                              |  |
| Warlord Morrat                           | Dan Gilvezan                          | Alejandro Illescas                      |                                                              |  |
| Medusa                                   | Iona Morris                           |                                         | Amelia Jara                                                  |  |
| Firelord                                 | Alan Oppenheimer                      |                                         |                                                              |  |
| Melinda                                  | Riff Regan                            |                                         | Pilar Coronado                                               |  |
| Emperador Skrull                         | Robert Ridgely                        |                                         | Luis Mas                                                     |  |

## Episodios

### Primera Temporada
- Capítulo 01: El Origen De Los 4 Fantásticos (Primera Parte)
- Capítulo 02: El Origen De Los 4 Fantásticos (Segunda Parte)
- Capítulo 03: Aquí Está El Hombre Acuático
- Capítulo 04: La Incursión De Los Skrull
- Capítulo 05: El Surfista plateado y La Llegada De Galactus (Primera Parte)
- Capítulo 06: El Surfista Plateado y La Llegada De Galactus (Segunda Parte)
- Capítulo 07: Super-Skrull
- Capítulo 08: La Máscara De la muerte (Primera Parte)
- Capítulo 09: La Máscara De la muerte (Segunda Parte)
- Capítulo 10: La Máscara De la muerte (Tercera Parte)
- Capítulo 11: El Hombre Topo
- Capítulo 12: Mas alla de la Zona Negativa
- Capítulo 13: El Surfista plateado y El Regreso De Galactus

### Segunda Temporada
- Capítulo 14.1: Y El Ciego Les Guiará
- Capítulo 15.2: Los Inhumanos (Primera Parte): El Viento Grita Medusa
- Capítulo 16.3: Los Inhumanos (Segunda Parte): Están Entre Nosotros
- Capítulo 17.4: Los Inhumanos (Tercera Parte): Cuidado Con La Tierra Oculta
- Capítulo 18.5: Un Mundo Dentro De Otro Mundo
- Capítulo 19.6: La Batalla Contra El Planeta Viviente
- Capítulo 20.7: Presa De La Pantera Negra
- Capítulo 21.8: La Visita De Galactus
- Capítulo 22.9: Pesadilla en Verde
- Capítulo 23.10: Contemplando Una Estrella Distante
- Capítulo 24.11: Lo Imposible
- Capítulo 25.12: El Centinela Siniestro
- Capítulo 26.13: El Día del Doctor Muerte

## Algunos Cameos en la Serie
- Capítulo 03: Namor.
- Capítulo 12: Iron Man (En una camiseta).
- Capítulo 13: Iron Man , War Machine y Último (Enemigo de Iron Man).
- Capítulo 14: Daredevil
- Capítulo 19: Los Vengadores (Varios miembros: Iron Man, She-Hulk, Hombre Gigante, Visión y Rage) y Thor
- Capítulo 20: Storm (En África) y Mjnari (Su Ahijado).
- Capítulo 21: Ghost Rider y Thor.
- Capítulo 22: Scarlet-Spider, Los X-Men, Juggernaut (Solo su mano) y Hulk.
- Capítulo 23: Daredevil
- Capítulo 24: El Hombre Imposible se trasforma en: Lawrence Limburger, Hulk, en una Tortuga Ninja, y en Galactus.
- Capítulo 26: Namorita (clon de su madre Namora), el productor Larry Houston, Darkhawk, Justice, Speedball, Sabra, Nova (Frankie Raye), Galactus, "The Blackbird" (La nave negra de Los X-Men), Los Vengadores (Incluyendo a Capitán América, Visión, Hércules, Iron Man y She-hulk).